# Лос-Алерсес
Национальный парк Лос-Але́рсес (исп. Parque Nacional Los Alerces) — национальный парк в Аргентине, расположенный в провинции Чубут, входит в состав биосферного заповедника Андино-Норпатагоника. Площадь парка — 259 570 га. На территории заповедника расположились озера Футалауфкен, Верде, Крюгер, Ривадавия, Менендес и река Арраянес. В 2017 году парк был включен в список Всемирного наследия ЮНЕСКО.
Национальный парк Лос-Алерсес был основан 11 мая 1937 года. Главной причиной создания парка стало катастрофическая ситуация сложившаяся вокруг лесов с преобладанием дерева фицройя (по-испански алерсе), которое оказалось на грани исчезновения.
Национальный парк Лос-Алерсес находится в экорегионе Вальдивских лесов, основу которых составляют деревья алерсе — гигантские хвойные, которые в XX веке были практически истреблены по причине неконтролируемых вырубок.
На берегах озера Менендес растут деревья высотой до 75 метров, возраст которых составляет до 4000 лет. Кроме этого, на территории национального парка встречаются лума остроконечная, Maytenus boaria, Austrocedrus chilensis, Lomatia hirsuta, Nothofagus antarctica, Nothofagus pumilio, Aristotelia chilensis и некоторые другие.
В парке Лос-Алерсес гнездятся такие виды птиц как: Scelorchilus rubecula, Campephilus magellanicus, Colaptes pitius, андский кондор, воробьиный сыч, Enicognathus ferrugineus, Geranoaetus polyosoma, обыкновенная каракара, Patagioenas araucana, Turdus falcklandii и некоторые другие. В водоёмах водится большое количество рыбы, включая лосося и форель. Среди млекопитающих встречаются пума, туко-туко, пуду, чилийская кошка, южноандский олень, Lontra provocax и некоторые другие.
Серьёзную проблему для существования национального парка составляют инвазивные виды животных и растений.
Более 3000 лет на территории, где ныне находится национальный парк, проживали люди, потомками которых являются племена индейцев теуэльче. По этой причине на территории парка можно обнаружить остатки их оружия, наконечники стрел, иглы, посуду и прочую утварь. На стенах пещер сохранились образцы наскального искусства. По территории парка проложено более 20 туристических маршрутов.
Ближайшим к национальному парку поселением является Villa Futalaufquen. В ней находится администрация парка, музей, информационный центр, кемпинги и предприятия общественного питания. Ближайший к парку аэропорт находится в городе Эскель, расположенном в 38 км от парка.
В марте 2015 года национальный парк пострадал от масштабных лесных пожаров, которые уничтожили до 1500 га леса. Пожар в январе 2016 года уничтожил 1700 га лесов. В обоих случаях причиной возгорания стал поджог.

## Галерея

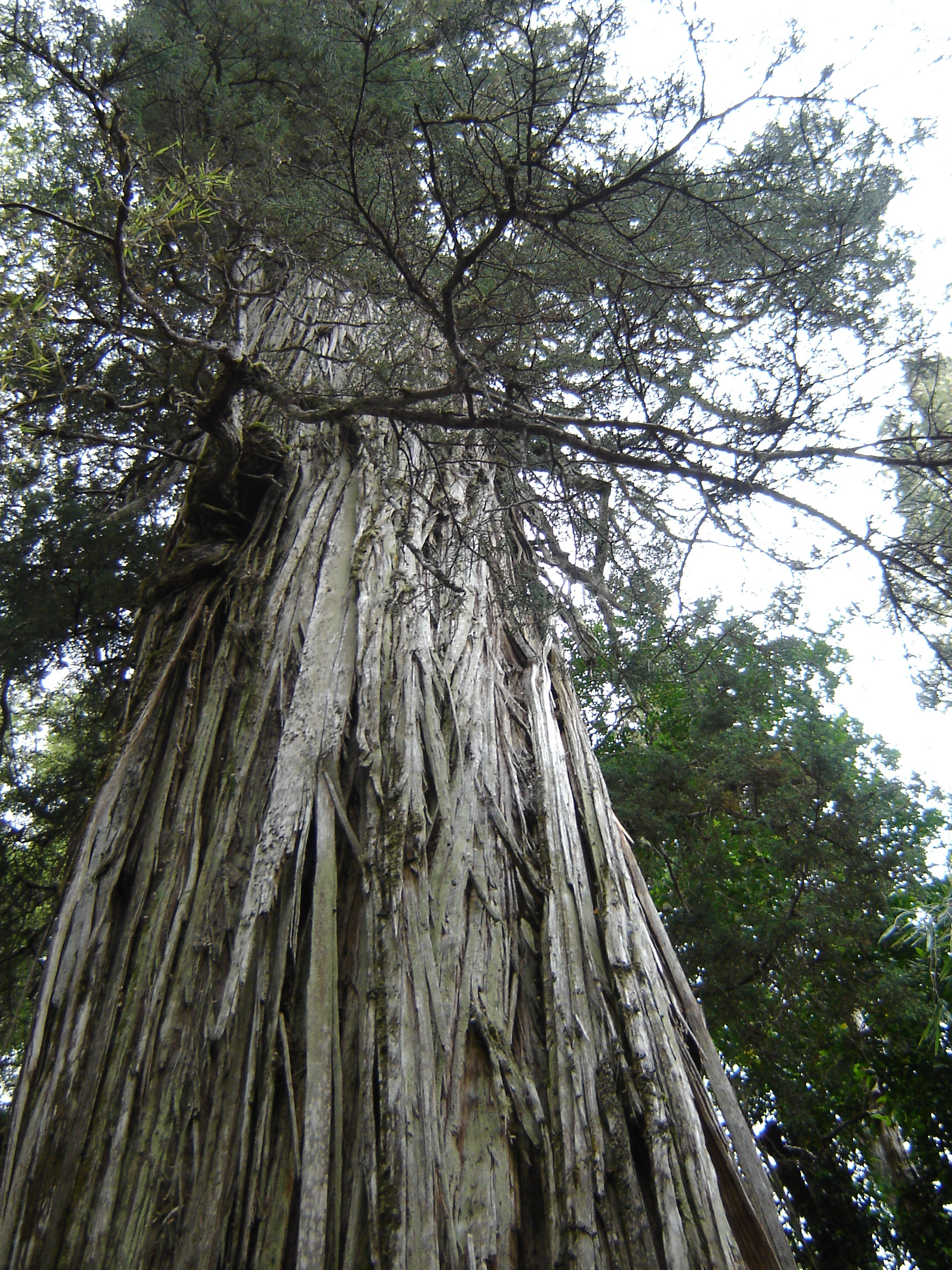
Дерево алерсе в возрасте 2620 лет
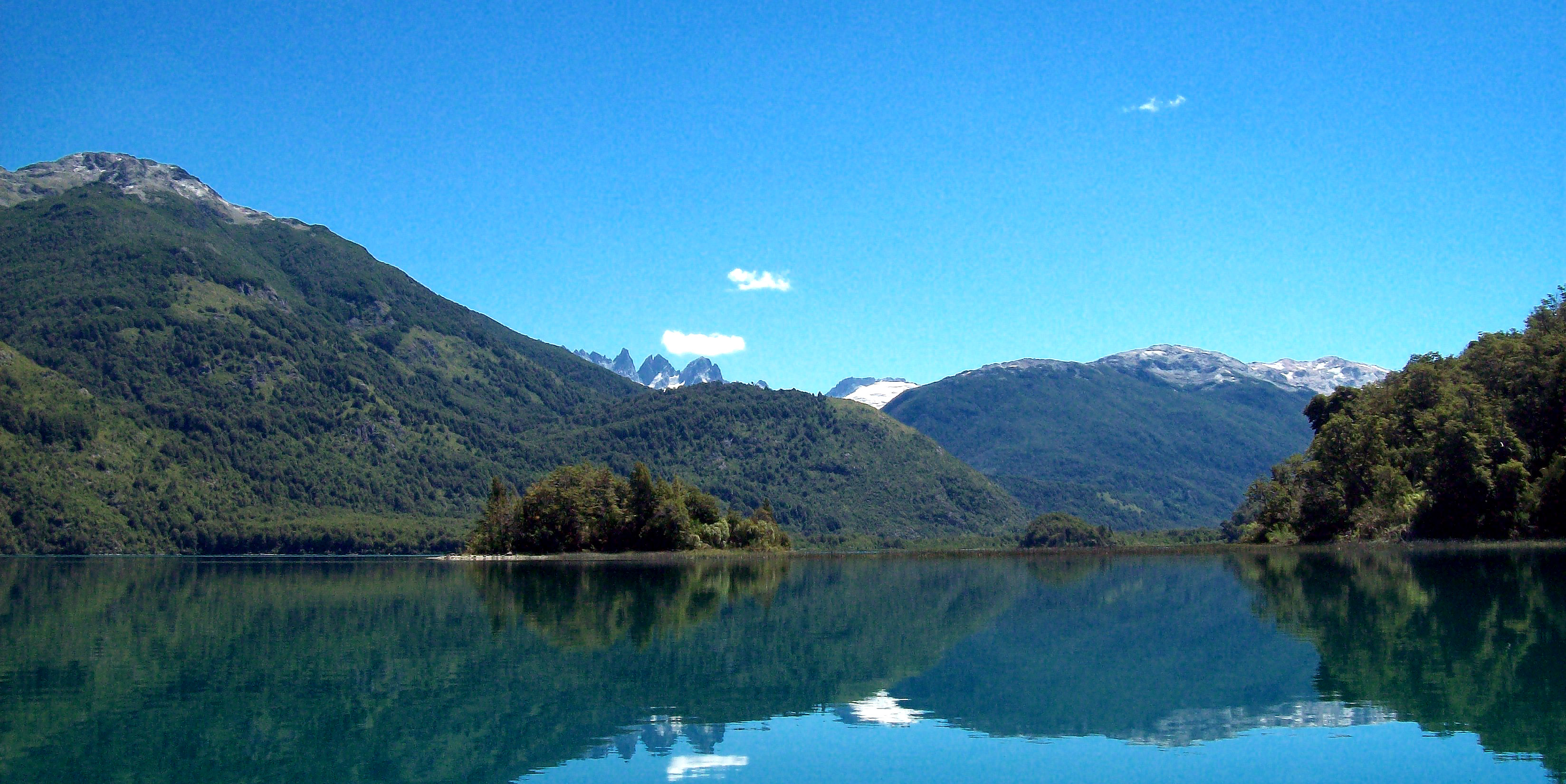
Озеро Крюгер
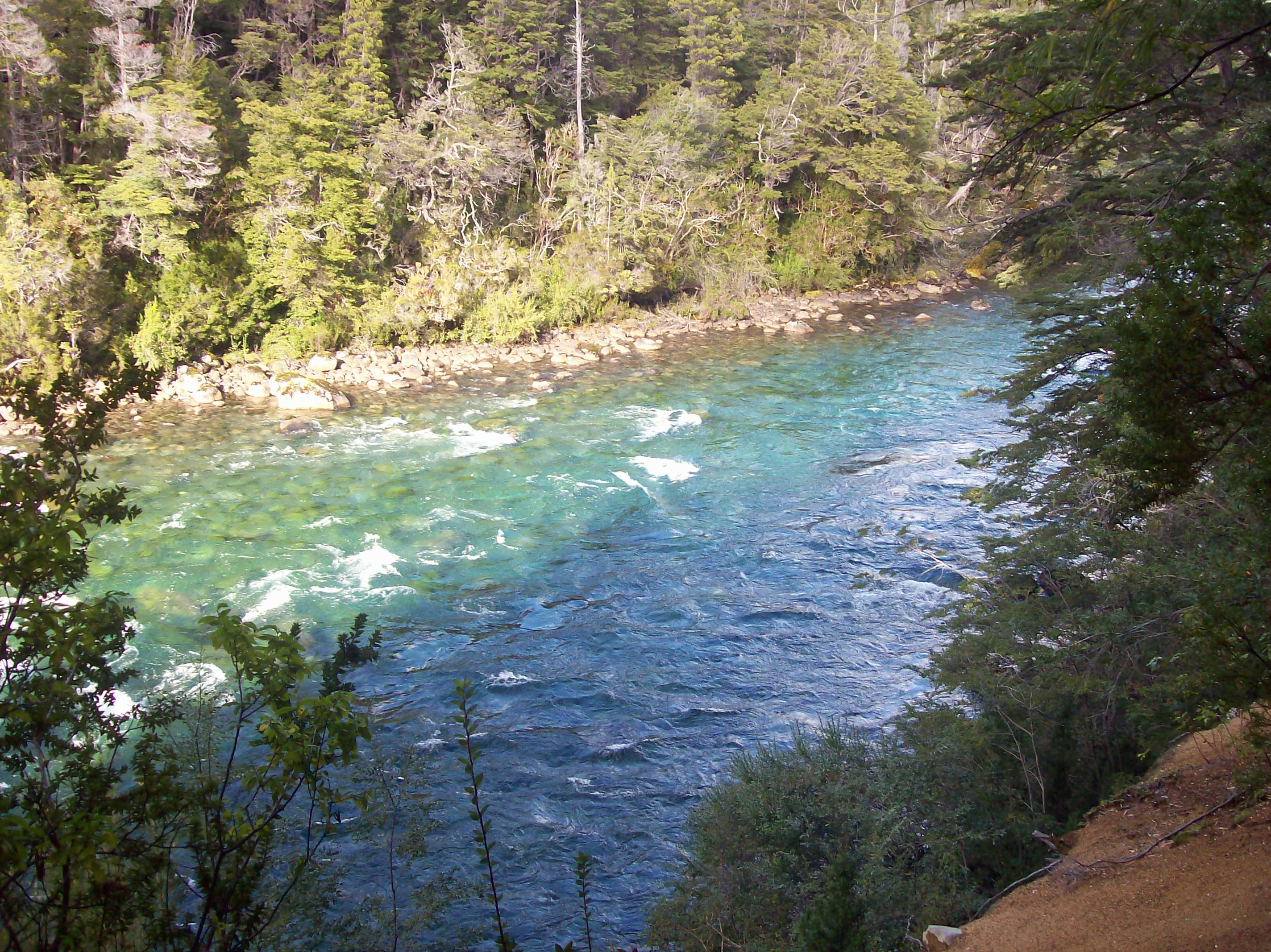
Река Рио-Арраянес
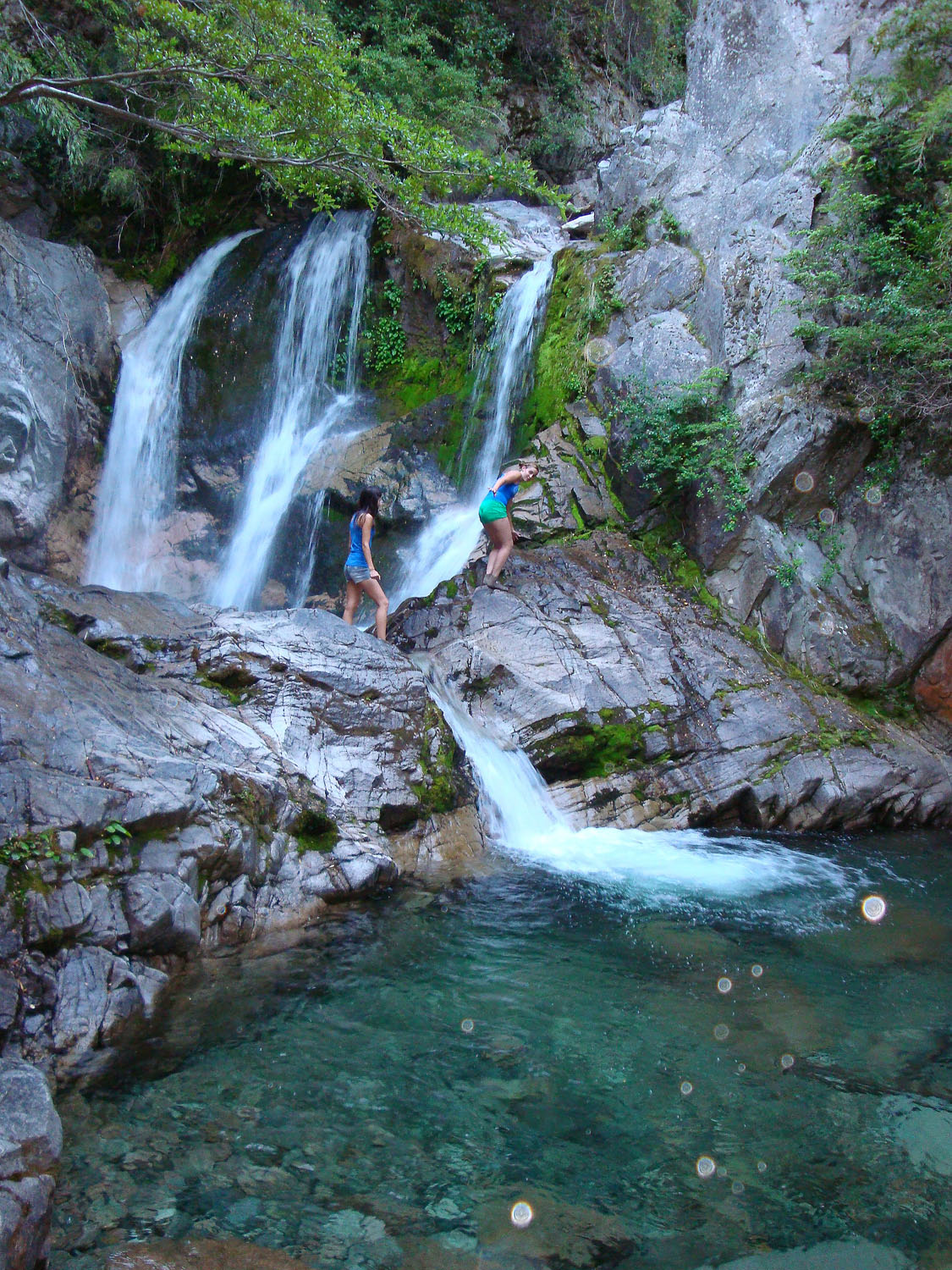
Водопад на озере Футалауфкен
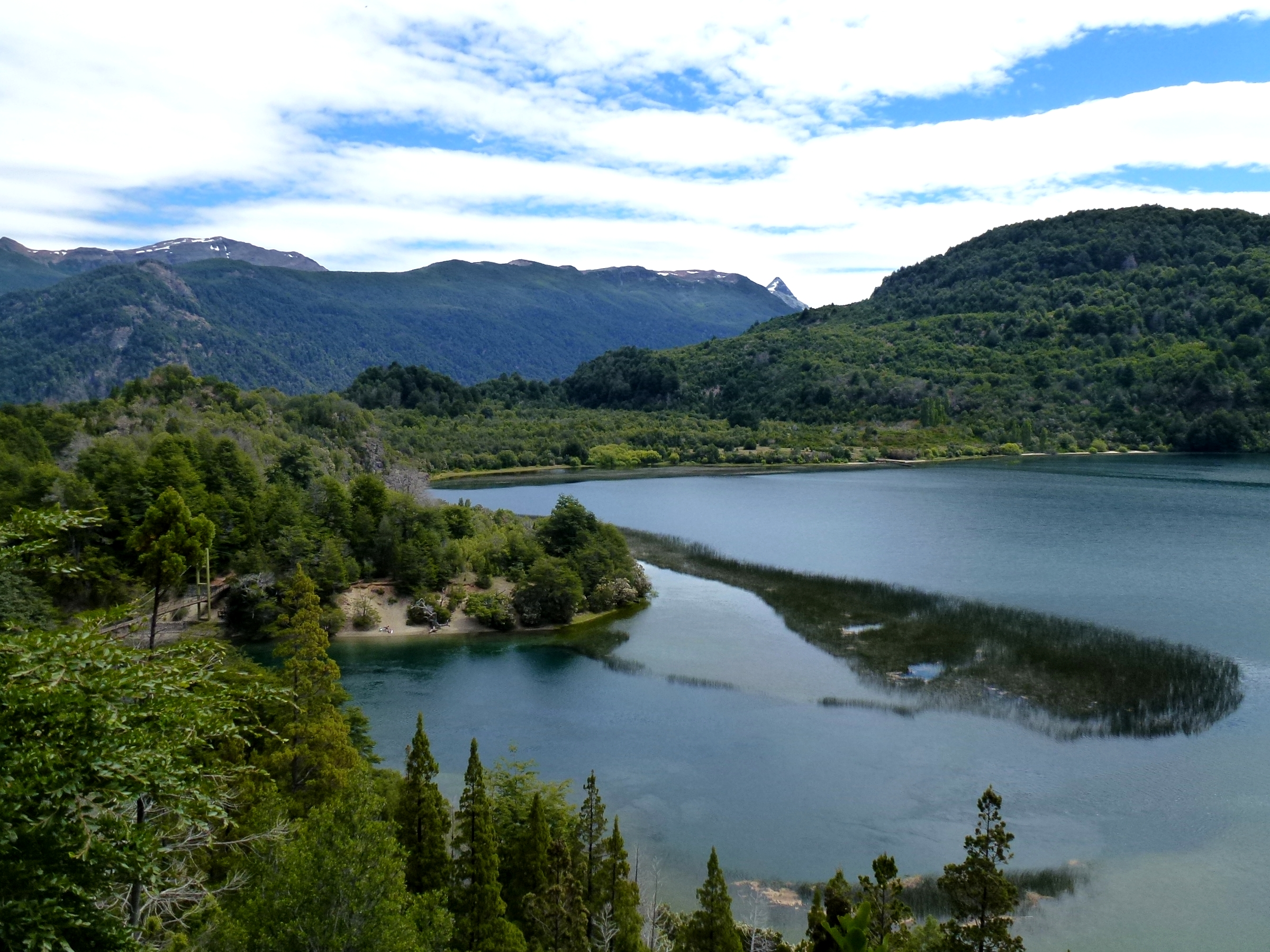
Озеро Футалауфкен
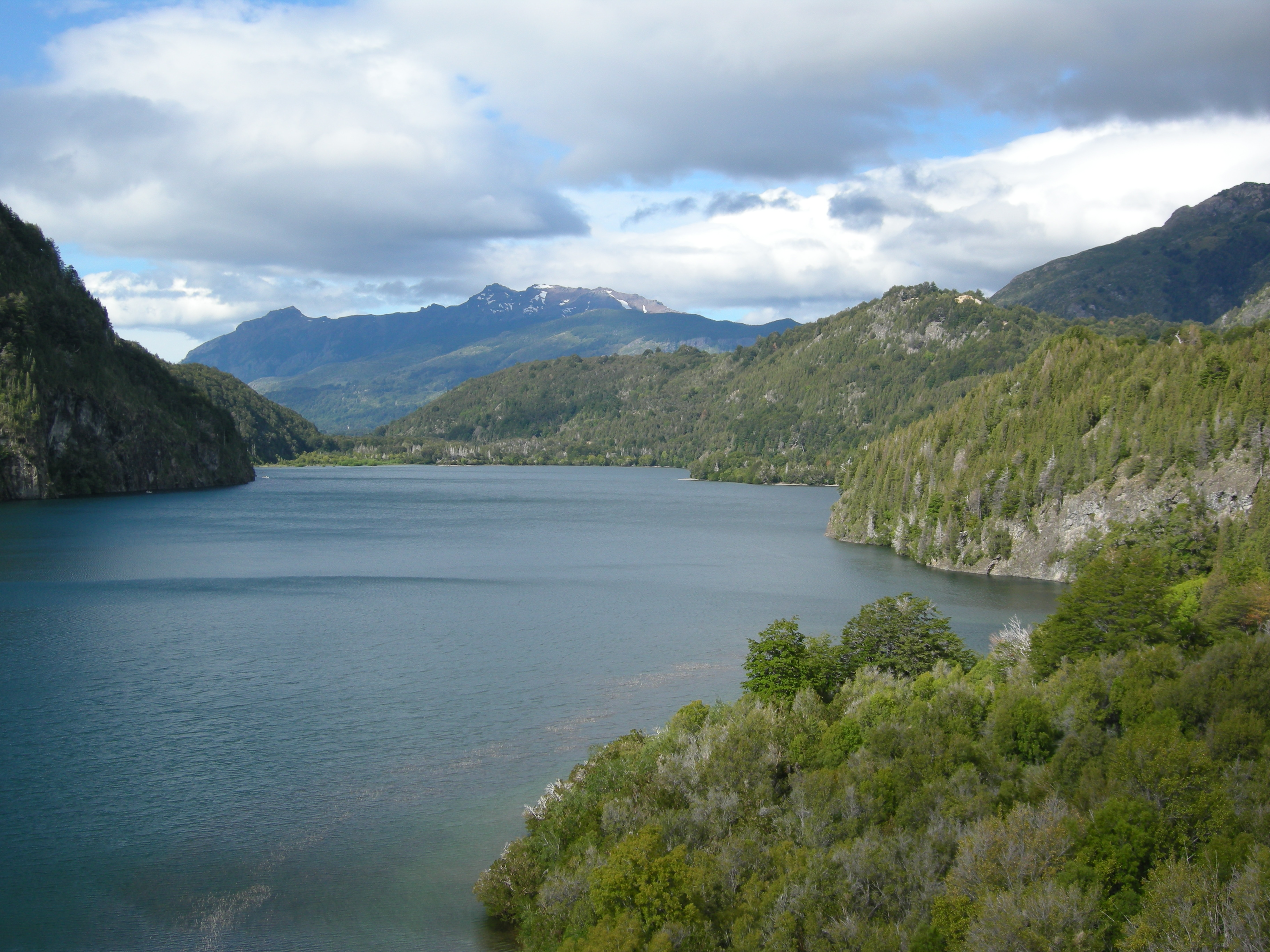
Озеро Верде
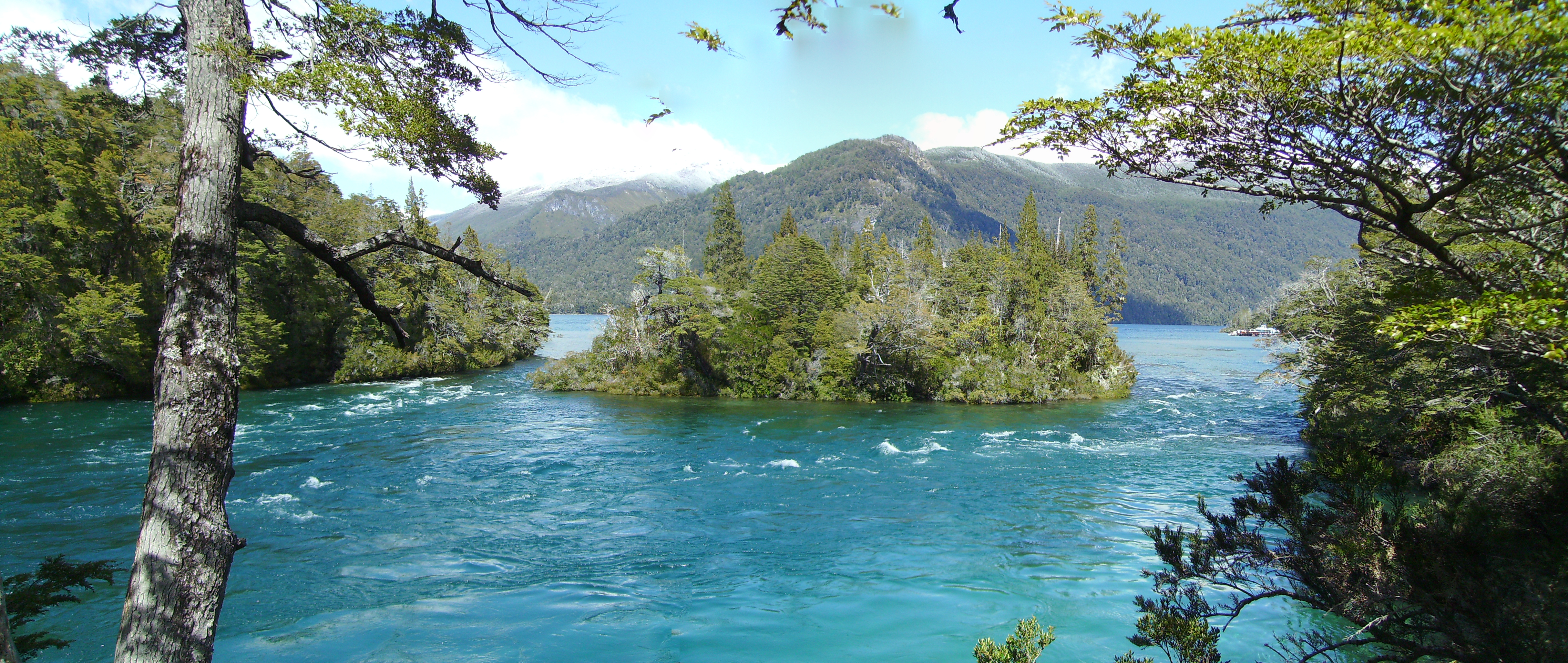
Озеро Менендес

## Ссылка
- Национальный парк Лос-Алерсес на сайте SIB (исп.)
- Национальный парк Лос-Алерсес на сайте Администрации национальных парков Аргентины (исп.)
- Национальный парк Лос-Алерсес на сайте ЮНЕСКО (англ.), (фр.), (нид.)